# John Howard Lawson
John Howard Lawson (Nueva York, 25 de septiembre de 1894 - San Francisco, 11 de agosto de 1977) fue un dramaturgo y guionista estadounidense. Empezó su carrera como autor teatral en Nueva York, y en Hollywood ejerció como guionista cinematográfico. Fue el primer presidente del gremio de escritores «Writers Guild of America West» después de que la asociación de guionistas «Screen Writers Guild» se dividiera en dos organizaciones regionales.
Howard Lawson fue uno de los diez primeros guionistas incluidos en la lista negra de Hollywood, el grupo de profesionales de la industria cinematográfica estadounidense vetados e investigados por el Congreso de los Estados Unidos por ser sospechosos de simpatizar con el comunismo en el Hollywood de la era McCarthy de la década de 1950. Tanto Howard como sus compañeros se negaron a testificar, siendo declarados culpables de desacato al Congreso. Howard cumplió un año de prisión y se mudó a México, donde escribió algunas obras teatrales. Tras su regreso a Estados Unidos fue profesor en algunas universidades de California. Posteriormente, bajo seudónimo, escribió el guion de la película Cry, the Beloved Country (1951), una adaptación de la novela de Alan Paton sobre Sudáfrica que criticaba el apartheid, traducida al español como "Tierra prometida".

## Biografía

### Orígenes y educación
John Howard Lawson nació el 25 de septiembre de 1894 en la ciudad de Nueva York de padres judíos estadounidenses llamados Simeon Levy y Belle Hart.
En la década de 1880 el padre de Lawson vivía en la Ciudad de México, donde fundó el periódico Mexican Financie.  
Antes de nacer John Howard, su padre se cambió el apellido de Levy a Lawson.  Su madre murió cuando John tenía cinco años.
A los siete años John asistió a la escuela "Children's Playhouse" de Elizabeth y Alexis Ferms, una escuela experimental. Más tarde, él y sus hermanos fueron a la Escuela Halstead en Yonkers, Nueva York y luego a la Escuela Cutler en New Rochelle, Nueva York. En 1906 los tres hermanos visitaron Europa, acudiendo a alguna representación teatral donde John Howard conoció los diseños de escenografía, actores y obras de teatro. En 1909 hicieron una gira por los Estados Unidos y Canadá.
Después de estudiar en el Williams College (1910-1914) y graduarse, Lawson trabajó como editor en Reuters de 1914 a 1915. y escribió escribió tres obras: A Hindoo Love Drama (1915), Standards (1916) y Servant-Master-Lover (1916).

### Primera Guerra Mundial
Cuando Estados Unidos entró en la Primera Guerra Mundial en 1917 Lawson tuvo que alistarse, participando en el Cuerpo de Ambulancias Voluntarias de Norton-Harjes. En junio de 1917 partió hacia Europa y a bordo del barco conoció a John Dos Passos.
En Europa pudo asistir a representaciones de la Comédie-Française y de los ballets rusos de Serguéi Diáguilev. En 1918, estando en Italia, trabajó de relaciones públicas para la Cruz Roja.
En la primavera de 1919, Lawson regresó a París. Se casó con Katharine (Kate) Drain, una auxiliar de enfermería voluntaria que, más tarde, sería actriz. 
Después de la guerra, Lawson y Kate vivieron y trabajaron en Roma, donde él editó un periódico. Vivieron en París entre 1920 y 1921. Tuvieron un hijo y se divorciaron en 1923.

## Carrera profesional
El 12 de enero de 1925 Lawson estrenó en Broadway Processional, producido por el Theatre Guild.
En 1926 la Exposición Teatral Internacional de Nueva York presentó obras experimentales europeas cubistas, futuristas y constructivistas. Lawson quedó fascinado por las obras que vio, organizando junto con Dos Passos y Michael Gold (fundador y editor de la revista The New Masses) la  «Workers Drama League» para producir obras vanguardistas. Grupo que, después de una producción y unas pocas semanas de trabajo, acabó por disolverse. De 1926 a 1929, asociados con Em Jo Basshe y Francis Edward Faragoh y financiados por el empresario millonario Otto Hermann Kahn, formaron el «New Playwrights Theatre».
A finales de 1926 Lawson, junto con Dos Passos y Gold, habían intentado fundar la Proletarian Artists and Writers League. En agosto de 1927, Dos Passos, Gold y Lawson fueron a Boston para protestar contra el juicio de Sacco y Vanzetti. 
La primera obra de Lawson producida por el New Playwrights Theatre, Loud Speaker, se estrenó el 7 de marzo de 1927 en el «52nd Street Theatre» y tuvo cuarenta y dos representaciones.

### Hollywood
En 1928 Lawson se mudó a Hollywood, donde escribió guiones para películas como The Ship for Shanghai, Bachelor Apartment y Goodbye Love. Durante el invierno de 1930-1931, en la Gran Depresión, Lawson escribió Success Story. El «Theatre Guild» rechazó el guion, pero Harold Clurman había formado el «Group Theatre» y necesitaba nuevos guiones, lo aceptó. Clurman y Lawson reelaboraron la obra durante el verano de 1932 y se estrenó el 26 de septiembre de 1932, con 121 representaciones. Lawson también adaptó su obra de teatro, Success at Any Price para el cine, escribiendo el guion de la obra de 1934.
En 1933 Lester Cole, Samuel Ornitz y Lawson colaboraron en la organización del «Screen Writers Guild» (gremio de guionistas de cine). Después de que Lawson fue despedido de Metro-Goldwyn-Mayer, se mudó a Washington D. C. donde trabajó para que el grupo fuera reconocido por la «Junta Nacional del Trabajo» a los efectos de negociar con los guionistas.
John Howard Lawson, convencido sobre la causa proletaria, se unió al Partido Comunista de los Estados Unidos en 1934. Pronto viajaría por todo el sur de los EE. UU. azotado por la pobreza, para estudiar los conflictos laborales en Alabama y Georgia, donde los trabajadores intentaban sindicarse. [cita requerida]
Mientras estuvo en el Sur, Lawson envió artículos al Daily Worker. Fue arrestado en numerosas ocasiones. Estas experiencias inspiraron su siguiente obra, Marching Song. [cita requerida]
En la década de los 30 Lawson escribió los guiones de varias películas de contenido político como Blockade (1938), protagonizada por Henry  Fonda. Esta película sobre la Guerra Civil Española le valió una nominación al Oscar al mejor guion . También escribió Counter-Attack (1945), un homenaje a la alianza soviético-estadounidense durante las últimas etapas de la Segunda Guerra Mundial. También escribió  Algiers (1938), obra aclamada por la crítica del momento.

## Comité de Actividades Antiamericanas de la Cámara (HUAC)
Después de la Segunda Guerra Mundial, los temores estadounidenses al poder comunista aumentaron después de que la Unión Soviética estableciera gobiernos comunistas en la Europa del este. El Comité de Actividades Antiestadounidenses de la Cámara de Representantes (HUAC, por sus siglas en inglés) inició una investigación sobre la influencia comunista y el socialismo en la industria cinematográfica de Hollywood. Lawson compareció ante la HUAC el 29 de octubre de 1947. También lo hicieron Alvah Bessie, Herbert Biberman, Albert Maltz, Adrian Scott, Dalton Trumbo, Lester Cole, Edward Dmytryk, Samuel Ornitz y Ring Lardner Jr.. Se negaron a responder a casi todas las preguntas y no quisieron dar nombres de otras personas conocidas de los círculos comunistas. Sin embargo, en 1951 Edward Dmytryk testificó ante el HUAC que Lawson, señalando a otros, lo había presionado para que incluyera propaganda comunista en sus películas.
Los llamados «diez de Hollywood», afirmaron que la Primera Enmienda a la Constitución de los Estados Unidos les daba el derecho a no declarar. Sin embargo, la HUAC y los tribunales de apelación de Estados Unidos no estuvieron de acuerdo y los diez hombres fueron declarados culpables de desacato al Congreso. Lawson fue sentenciado a doce meses de reclusión en la prisión de Ashland y multado con 1.000 dólares. Los «Diez de Hollywood» fueron incluidos en la lista negra que los vetaba a escribir para Hollywood.

## Obras

### Teatro
- A Hindoo Love Drama (1915)
- The Spice of Life (1915)
- Servant-Master-Lover (1916)
- Standards (1916)
- Roger Bloomer (1923)
- Processional (1925)
- Nirvana (1926)
- Loud Speaker (1927)
- The International (1928)
- Success Story (1933)
- The Pure in Heart (1934)
- Gentlewoman (1934)
- Marching Song (1937)
- Parlor Magic (1963)

### Películas
- Dream of Love (1928), con Dorothy Farnum, Marion Ainslee y Ruth Cummings
- The Pagan (1929), con Dorothy Farnum
- Dynamite (1929), con Jeanie MacPherson
- The Sea Bat (1930), con Dorothy Yost and Bess Meredyth
- Our Blushing Brides (1930), con Bess Meredyth y Helen Mainard
- The Ship From Shanghai (1930)
- Bachelor Apartment (1931), con J. Walter Rubin
- Good-bye Love (1933)
- Success at Any Price (1934), con otros
- Treasure Island (1934), con John Lee Mahin y Leonard Praskins
- Party Wire (1935), con Ethel Hill
- Adventure in Manhattan (1936), Adaptación no acreditada
- Blockade (1938)
- Algiers (1938), con James M. Cain
- They Shall Have Music (1939), con Irma von Cube
- Earthbound (1940), con Samuel C. Engel
- Four Sons (1940), con Milton Sperling
- Action in the North Atlantic (1943)
- Sahara (1943 American film) (1943)
- Counter-Attack (1945)
- Smash-Up, the Story of a Woman (1947)
- Cry, the Beloved Country (1952), con Alan Paton
- The Careless Years (1957), con Mitch Lindemann

### Ensayos
- Teoría y técnica de la dramaturgia, Putnam, 1936; edición ampliada publicada como Teoría y técnica de la dramaturgia y la escritura de guiones, Putnam, 1949.
- La herencia oculta: un redescubrimiento de las ideas y fuerzas que vinculan el pensamiento de nuestro tiempo con la cultura del pasado, Ciudadela, 1950, primera edición revisada, 1968.
- Cine en la batalla de las ideas, Masses & Mainstream, 1953.
- Cine, El proceso creativo: la búsqueda de un lenguaje y una estructura audiovisuales, Hill y Wang, 1964, segunda edición revisada, 1967.

### Prólogos
- Diez días que sacudieron al mundo por John Reed, Nueva York, International Publishers, 1967.
- People's Theatre in Amerika de Karen M. Taylor, Nueva York: Drama Books, 1972.